# 5-ортоплекс
| 5-ортоплекс | 5-ортоплекс                      |
| --- | -------------------------------- |
| 5-ортоплекс (перспективна проєкція (на 2-вимірний простір) стереографічної проєкції (на 3-вимірний простір) 4-вимірної діаграми Шлегеля) |                                  |
| Тип | Правильний п'ятивимірний політоп |
| Символ Шлефлі | {3,3,3,4}                        |
| 4-вимірних комірок | 32                               |
| Комірка | 80                               |
| Граней | 80                               |
| Ребер | 40                               |
| Вершин | 10                               |
| Вершинна фігура | Шістнадцятикомірник              |
| Двоїстий політоп | 5-гіперкуб                       |

5-ортоплекс, або пентакрос, або тріаконтадітерон, або тріаконтидітерон — пятивимірне геометричне тіло, правильний політоп, що має 10 вершин, 40 ребер, 80 граней — правильних трикутників, 80 правильнотетраедричних 3-гіперграней, 32 п'ятикомірникових 4-гіперграней. 5-ортоплекс — це один з нескінченної кількості гіпероктаедрів — політопів, двоїстих гіперкубам. 5-ортоплекс є п'ятивимірною 16-комірниковою гіпербіпірамідою.

## Конфігурація
Ця матриця конфігурації подає 5-ортоплекс. Рядки та стовпці відповідають вершинам, ребрам, граням, коміркам та 4-граням. Діагональні числа показують, скільки кожного елемента зустрічається в цілому 5-ортоплексі. Недіагональні числа показують, скільки елементів стовпця зустрічається в елементі рядка або на ньому.
{\displaystyle {\begin{bmatrix}{\begin{matrix}10&8&24&32&16\\2&40&6&12&8\\3&3&80&4&4\\4&6&4&80&2\\5&10&10&5&32\end{matrix}}\end{bmatrix}}}

## Декартові координати
В декартовій системі координат вершини 5-ортоплекса з центром у початку координат мають такі координати: (±1,0,0,0,0), (0,±1,0,0,0), (0,0,±1,0,0), (0,0,0,±1,0), (0,0,0,0,±1).
Кожні дві вершини 5-ортоплекса (крім протилежних) з'єднані ребром.